# Kadino Selo
Kadino Selo é uma vila na Municipalidade de Pale, na Bósnia e Herzegovina, com população de 418 pessoas e elevação de 593 m.

## Nota
1. ↑  Official results from the book: Ethnic composition of Bosnia-Herzegovina population, by municipalities and settlements, 1991. census, Zavod za statistiku Bosne i Hercegovine - Bilten no.234, Sarajevo 1991.